# Château Doujat
Le château Doujat est un château français situé sur le territoire de la commune de Toulouse en Haute-Garonne dans la région Occitanie. Il porte le nom de la famille Doujat (de la noblesse de robe) qui en a été la propriétaire pendant trois siècles. 

## Localisation
Le château se trouve dans l'ancien village de Saint-Martin-du-Touch, aujourd'hui intégré à la ville de Toulouse. Il est à 5 kilomètres à l'ouest du Capitole. Il jouxte l'autoroute A624 et l’aéroport de Toulouse-Blagnac
Il est dans le cœur historique de Saint-Martin du Touch (autour de l'église), qui porte toujours le nom de quartier Doujat (sur les cartes de Google Maps).
Son entrée est située au 35 rue Velasquez.

## Site classé
Le château Doujat et son parc sont un site classé, depuis un arrêté du 19 mai 1944. 
C'est est l'un des 9 sites classés de Toulouse, et l'un des 59 sites classés de Haute-Garonne. Ces sites classés sont protégés par la loi du 21 avril 1906, remplacée par la loi du 2 mai 1930. Ils sont gérés au niveau national par le Ministère de la transition écologique et solidaire.

## Histoire
Le château est construit au début du XVIe siècle pour Jean d'Aussonne,, conseiller au parlement de Toulouse. Il le transmet à son fils Vital, aussi conseiller au parlement. C'est Marie d'Aussonne, la fille de ce dernier, qui prend en charge le château à la mort de son père vers 1580. Elle épouse Bernard Doujat, conseiller au parlement avant d'en devenir le doyen, et fait ainsi entrer le château dans la famille Doujat, de la noblesse de robe. Il y restera pendant 300 ans. 
Leur fils, Paul Alexandre Doujat, avocat au parlement, devient le propriétaire du château en 1620, avant de le transmettre à son fils Pierre Doujat, avocat de même (et capitoul en 1660). C'est à ce dernier que l'on attribue la création du village autour du château. À son décès en 1671, le château revient à son fils François-Joseph Doujat, qui le transmet à son fils Gabriel Bonaventure Doujat, conseiller au parlement et baron d'Empeaux (aussi propriétaire du château d'Empeaux). 
Sa fille Julie Doujat prend à son tour possession du château et épouse Urbain de Segla, conseiller au parlement et seigneur de Vernet. Leur fils Jean-Pierre de Segla lui succède en 1803, mais il décède en 1825 sans postérité. Le château revient alors à Henri Doujat, magistrat et baron d'Empeaux, qui est le fils de son cousin germain. Il le conserve une cinquantaine d'années jusqu'à sa disparition en 1876. Deux ans plus tard, le château est vendu en 1878 par ses héritiers,,.
| Jean d'Aussonne (-1545) 1er propr. château (-1545) | Jean d'Aussonne (-1545) 1er propr. château (-1545) | Jean d'Aussonne (-1545) 1er propr. château (-1545)          | Jean d'Aussonne (-1545) 1er propr. château (-1545)          | Jean d'Aussonne (-1545) 1er propr. château (-1545)                      | Jean d'Aussonne (-1545) 1er propr. château (-1545)                      |                                                                         |                                                                         | Jeanne de Clausa                                                        | Jeanne de Clausa                                                        | Jeanne de Clausa                                            | Jeanne de Clausa                                            | Jeanne de Clausa                                                                  | Jeanne de Clausa                                                                  |                                                                                   |                                                                                   |                                                                                   |                                                                                   |                                                     |                                                     |                                                     |                                                     |                                                                |                                                                |                                                                |                                                                |                                                                |                                                                |                             |                             |
| Jean d'Aussonne (-1545) 1er propr. château (-1545) | Jean d'Aussonne (-1545) 1er propr. château (-1545) | Jean d'Aussonne (-1545) 1er propr. château (-1545)          | Jean d'Aussonne (-1545) 1er propr. château (-1545)          | Jean d'Aussonne (-1545) 1er propr. château (-1545)                      | Jean d'Aussonne (-1545) 1er propr. château (-1545)                      |                                                                         |                                                                         | Jeanne de Clausa                                                        | Jeanne de Clausa                                                        | Jeanne de Clausa                                            | Jeanne de Clausa                                            | Jeanne de Clausa                                                                  | Jeanne de Clausa                                                                  |                                                                                   |                                                                                   |                                                                                   |                                                                                   |                                                     |                                                     |                                                     |                                                     |                                                                |                                                                |                                                                |                                                                |                                                                |                                                                |                             |                             |
|                                                    |                                                    |                                                             |                                                             |                                                                         |                                                                         |                                                                         |                                                                         |                                                                         |                                                                         |                                                             |                                                             |                                                                                   |                                                                                   |                                                                                   |                                                                                   |                                                                                   |                                                                                   |                                                     |                                                     |                                                     |                                                     |                                                                |                                                                |                                                                |                                                                |                                                                |                                                                |                             |                             |
|                                                    |                                                    | Jean Vital d'Aussonne (-1580) 2d propr. château (1545-1580) | Jean Vital d'Aussonne (-1580) 2d propr. château (1545-1580) | Jean Vital d'Aussonne (-1580) 2d propr. château (1545-1580)             | Jean Vital d'Aussonne (-1580) 2d propr. château (1545-1580)             | Jean Vital d'Aussonne (-1580) 2d propr. château (1545-1580)             | Jean Vital d'Aussonne (-1580) 2d propr. château (1545-1580)             |                                                                         |                                                                         | Catherine Barthélémy                                        | Catherine Barthélémy                                        | Catherine Barthélémy                                                              | Catherine Barthélémy                                                              | Catherine Barthélémy                                                              | Catherine Barthélémy                                                              |                                                                                   |                                                                                   |                                                     |                                                     |                                                     |                                                     |                                                                |                                                                |                                                                |                                                                |                                                                |                                                                |                             |                             |
|                                                    |                                                    | Jean Vital d'Aussonne (-1580) 2d propr. château (1545-1580) | Jean Vital d'Aussonne (-1580) 2d propr. château (1545-1580) | Jean Vital d'Aussonne (-1580) 2d propr. château (1545-1580)             | Jean Vital d'Aussonne (-1580) 2d propr. château (1545-1580)             | Jean Vital d'Aussonne (-1580) 2d propr. château (1545-1580)             | Jean Vital d'Aussonne (-1580) 2d propr. château (1545-1580)             |                                                                         |                                                                         | Catherine Barthélémy                                        | Catherine Barthélémy                                        | Catherine Barthélémy                                                              | Catherine Barthélémy                                                              | Catherine Barthélémy                                                              | Catherine Barthélémy                                                              |                                                                                   |                                                                                   |                                                     |                                                     |                                                     |                                                     |                                                                |                                                                |                                                                |                                                                |                                                                |                                                                |                             |                             |
|                                                    |                                                    |                                                             |                                                             |                                                                         |                                                                         |                                                                         |                                                                         |                                                                         |                                                                         |                                                             |                                                             |                                                                                   |                                                                                   |                                                                                   |                                                                                   |                                                                                   |                                                                                   |                                                     |                                                     |                                                     |                                                     |                                                                |                                                                |                                                                |                                                                |                                                                |                                                                |                             |                             |
|                                                    |                                                    |                                                             |                                                             | Marie d'Aussonne (-1620) 3e propr. château (1580-1620)                  | Marie d'Aussonne (-1620) 3e propr. château (1580-1620)                  | Marie d'Aussonne (-1620) 3e propr. château (1580-1620)                  | Marie d'Aussonne (-1620) 3e propr. château (1580-1620)                  | Marie d'Aussonne (-1620) 3e propr. château (1580-1620)                  | Marie d'Aussonne (-1620) 3e propr. château (1580-1620)                  |                                                             |                                                             | Bernard Doujat (-1598) 3e propr. château (-1598)                                  | Bernard Doujat (-1598) 3e propr. château (-1598)                                  | Bernard Doujat (-1598) 3e propr. château (-1598)                                  | Bernard Doujat (-1598) 3e propr. château (-1598)                                  | Bernard Doujat (-1598) 3e propr. château (-1598)                                  | Bernard Doujat (-1598) 3e propr. château (-1598)                                  |                                                     |                                                     |                                                     |                                                     |                                                                |                                                                |                                                                |                                                                |                                                                |                                                                |                             |                             |
|                                                    |                                                    |                                                             |                                                             | Marie d'Aussonne (-1620) 3e propr. château (1580-1620)                  | Marie d'Aussonne (-1620) 3e propr. château (1580-1620)                  | Marie d'Aussonne (-1620) 3e propr. château (1580-1620)                  | Marie d'Aussonne (-1620) 3e propr. château (1580-1620)                  | Marie d'Aussonne (-1620) 3e propr. château (1580-1620)                  | Marie d'Aussonne (-1620) 3e propr. château (1580-1620)                  |                                                             |                                                             | Bernard Doujat (-1598) 3e propr. château (-1598)                                  | Bernard Doujat (-1598) 3e propr. château (-1598)                                  | Bernard Doujat (-1598) 3e propr. château (-1598)                                  | Bernard Doujat (-1598) 3e propr. château (-1598)                                  | Bernard Doujat (-1598) 3e propr. château (-1598)                                  | Bernard Doujat (-1598) 3e propr. château (-1598)                                  |                                                     |                                                     |                                                     |                                                     |                                                                |                                                                |                                                                |                                                                |                                                                |                                                                |                             |                             |
|                                                    |                                                    |                                                             |                                                             |                                                                         |                                                                         |                                                                         |                                                                         |                                                                         |                                                                         |                                                             |                                                             |                                                                                   |                                                                                   |                                                                                   |                                                                                   |                                                                                   |                                                                                   |                                                     |                                                     |                                                     |                                                     |                                                                |                                                                |                                                                |                                                                |                                                                |                                                                |                             |                             |
|                                                    |                                                    |                                                             |                                                             |                                                                         |                                                                         | Paul Alexandre Doujat (-1631) 4e propr. château (1620-1631)             | Paul Alexandre Doujat (-1631) 4e propr. château (1620-1631)             | Paul Alexandre Doujat (-1631) 4e propr. château (1620-1631)             | Paul Alexandre Doujat (-1631) 4e propr. château (1620-1631)             | Paul Alexandre Doujat (-1631) 4e propr. château (1620-1631) | Paul Alexandre Doujat (-1631) 4e propr. château (1620-1631) |                                                                                   |                                                                                   | Anne de Platea                                                                    | Anne de Platea                                                                    | Anne de Platea                                                                    | Anne de Platea                                                                    | Anne de Platea                                      | Anne de Platea                                      |                                                     |                                                     |                                                                |                                                                |                                                                |                                                                |                                                                |                                                                |                             |                             |
|                                                    |                                                    |                                                             |                                                             |                                                                         |                                                                         | Paul Alexandre Doujat (-1631) 4e propr. château (1620-1631)             | Paul Alexandre Doujat (-1631) 4e propr. château (1620-1631)             | Paul Alexandre Doujat (-1631) 4e propr. château (1620-1631)             | Paul Alexandre Doujat (-1631) 4e propr. château (1620-1631)             | Paul Alexandre Doujat (-1631) 4e propr. château (1620-1631) | Paul Alexandre Doujat (-1631) 4e propr. château (1620-1631) |                                                                                   |                                                                                   | Anne de Platea                                                                    | Anne de Platea                                                                    | Anne de Platea                                                                    | Anne de Platea                                                                    | Anne de Platea                                      | Anne de Platea                                      |                                                     |                                                     |                                                                |                                                                |                                                                |                                                                |                                                                |                                                                |                             |                             |
|                                                    |                                                    |                                                             |                                                             |                                                                         |                                                                         |                                                                         |                                                                         |                                                                         |                                                                         |                                                             |                                                             |                                                                                   |                                                                                   |                                                                                   |                                                                                   |                                                                                   |                                                                                   |                                                     |                                                     |                                                     |                                                     |                                                                |                                                                |                                                                |                                                                |                                                                |                                                                |                             |                             |
|                                                    |                                                    |                                                             |                                                             |                                                                         |                                                                         |                                                                         |                                                                         | Pierre Doujat (-1671) 5e propr. château (1631-1671)                     | Pierre Doujat (-1671) 5e propr. château (1631-1671)                     | Pierre Doujat (-1671) 5e propr. château (1631-1671)         | Pierre Doujat (-1671) 5e propr. château (1631-1671)         | Pierre Doujat (-1671) 5e propr. château (1631-1671)                               | Pierre Doujat (-1671) 5e propr. château (1631-1671)                               |                                                                                   |                                                                                   | Bourguine de Baynaguet                                                            | Bourguine de Baynaguet                                                            | Bourguine de Baynaguet                              | Bourguine de Baynaguet                              | Bourguine de Baynaguet                              | Bourguine de Baynaguet                              |                                                                |                                                                |                                                                |                                                                |                                                                |                                                                |                             |                             |
|                                                    |                                                    |                                                             |                                                             |                                                                         |                                                                         |                                                                         |                                                                         | Pierre Doujat (-1671) 5e propr. château (1631-1671)                     | Pierre Doujat (-1671) 5e propr. château (1631-1671)                     | Pierre Doujat (-1671) 5e propr. château (1631-1671)         | Pierre Doujat (-1671) 5e propr. château (1631-1671)         | Pierre Doujat (-1671) 5e propr. château (1631-1671)                               | Pierre Doujat (-1671) 5e propr. château (1631-1671)                               |                                                                                   |                                                                                   | Bourguine de Baynaguet                                                            | Bourguine de Baynaguet                                                            | Bourguine de Baynaguet                              | Bourguine de Baynaguet                              | Bourguine de Baynaguet                              | Bourguine de Baynaguet                              |                                                                |                                                                |                                                                |                                                                |                                                                |                                                                |                             |                             |
|                                                    |                                                    |                                                             |                                                             |                                                                         |                                                                         |                                                                         |                                                                         |                                                                         |                                                                         |                                                             |                                                             |                                                                                   |                                                                                   |                                                                                   |                                                                                   |                                                                                   |                                                                                   |                                                     |                                                     |                                                     |                                                     |                                                                |                                                                |                                                                |                                                                |                                                                |                                                                |                             |                             |
|                                                    |                                                    |                                                             |                                                             |                                                                         |                                                                         |                                                                         |                                                                         |                                                                         |                                                                         | François-Joseph Doujat (1657-) 6e propr. château (1671-)    | François-Joseph Doujat (1657-) 6e propr. château (1671-)    | François-Joseph Doujat (1657-) 6e propr. château (1671-)                          | François-Joseph Doujat (1657-) 6e propr. château (1671-)                          | François-Joseph Doujat (1657-) 6e propr. château (1671-)                          | François-Joseph Doujat (1657-) 6e propr. château (1671-)                          |                                                                                   |                                                                                   | Jacquette de Burta                                  | Jacquette de Burta                                  | Jacquette de Burta                                  | Jacquette de Burta                                  | Jacquette de Burta                                             | Jacquette de Burta                                             |                                                                |                                                                |                                                                |                                                                |                             |                             |
|                                                    |                                                    |                                                             |                                                             |                                                                         |                                                                         |                                                                         |                                                                         |                                                                         |                                                                         | François-Joseph Doujat (1657-) 6e propr. château (1671-)    | François-Joseph Doujat (1657-) 6e propr. château (1671-)    | François-Joseph Doujat (1657-) 6e propr. château (1671-)                          | François-Joseph Doujat (1657-) 6e propr. château (1671-)                          | François-Joseph Doujat (1657-) 6e propr. château (1671-)                          | François-Joseph Doujat (1657-) 6e propr. château (1671-)                          |                                                                                   |                                                                                   | Jacquette de Burta                                  | Jacquette de Burta                                  | Jacquette de Burta                                  | Jacquette de Burta                                  | Jacquette de Burta                                             | Jacquette de Burta                                             |                                                                |                                                                |                                                                |                                                                |                             |                             |
|                                                    |                                                    |                                                             |                                                             |                                                                         |                                                                         |                                                                         |                                                                         |                                                                         |                                                                         |                                                             |                                                             |                                                                                   |                                                                                   |                                                                                   |                                                                                   |                                                                                   |                                                                                   |                                                     |                                                     |                                                     |                                                     |                                                                |                                                                |                                                                |                                                                |                                                                |                                                                |                             |                             |
|                                                    |                                                    |                                                             |                                                             |                                                                         |                                                                         |                                                                         |                                                                         |                                                                         |                                                                         |                                                             |                                                             | Gabriel Bonaventure Doujat (1686-1747) baron d'Empeaux 7e propr. château ( -1747) | Gabriel Bonaventure Doujat (1686-1747) baron d'Empeaux 7e propr. château ( -1747) | Gabriel Bonaventure Doujat (1686-1747) baron d'Empeaux 7e propr. château ( -1747) | Gabriel Bonaventure Doujat (1686-1747) baron d'Empeaux 7e propr. château ( -1747) | Gabriel Bonaventure Doujat (1686-1747) baron d'Empeaux 7e propr. château ( -1747) | Gabriel Bonaventure Doujat (1686-1747) baron d'Empeaux 7e propr. château ( -1747) |                                                     |                                                     | Claire Lecomte de Noe (1717-)                       | Claire Lecomte de Noe (1717-)                       | Claire Lecomte de Noe (1717-)                                  | Claire Lecomte de Noe (1717-)                                  | Claire Lecomte de Noe (1717-)                                  | Claire Lecomte de Noe (1717-)                                  |                                                                |                                                                |                             |                             |
|                                                    |                                                    |                                                             |                                                             |                                                                         |                                                                         |                                                                         |                                                                         |                                                                         |                                                                         |                                                             |                                                             | Gabriel Bonaventure Doujat (1686-1747) baron d'Empeaux 7e propr. château ( -1747) | Gabriel Bonaventure Doujat (1686-1747) baron d'Empeaux 7e propr. château ( -1747) | Gabriel Bonaventure Doujat (1686-1747) baron d'Empeaux 7e propr. château ( -1747) | Gabriel Bonaventure Doujat (1686-1747) baron d'Empeaux 7e propr. château ( -1747) | Gabriel Bonaventure Doujat (1686-1747) baron d'Empeaux 7e propr. château ( -1747) | Gabriel Bonaventure Doujat (1686-1747) baron d'Empeaux 7e propr. château ( -1747) |                                                     |                                                     | Claire Lecomte de Noe (1717-)                       | Claire Lecomte de Noe (1717-)                       | Claire Lecomte de Noe (1717-)                                  | Claire Lecomte de Noe (1717-)                                  | Claire Lecomte de Noe (1717-)                                  | Claire Lecomte de Noe (1717-)                                  |                                                                |                                                                |                             |                             |
|                                                    |                                                    |                                                             |                                                             |                                                                         |                                                                         |                                                                         |                                                                         |                                                                         |                                                                         |                                                             |                                                             |                                                                                   |                                                                                   |                                                                                   |                                                                                   |                                                                                   |                                                                                   |                                                     |                                                     |                                                     |                                                     |                                                                |                                                                |                                                                |                                                                |                                                                |                                                                |                             |                             |
|                                                    |                                                    |                                                             |                                                             |                                                                         |                                                                         |                                                                         |                                                                         |                                                                         |                                                                         |                                                             |                                                             |                                                                                   |                                                                                   |                                                                                   |                                                                                   |                                                                                   |                                                                                   |                                                     |                                                     |                                                     |                                                     |                                                                |                                                                |                                                                |                                                                |                                                                |                                                                |                             |                             |
| Henri Joseph Doujat (1743-1806) baron d'Empeaux    | Henri Joseph Doujat (1743-1806) baron d'Empeaux    | Henri Joseph Doujat (1743-1806) baron d'Empeaux             | Henri Joseph Doujat (1743-1806) baron d'Empeaux             | Henri Joseph Doujat (1743-1806) baron d'Empeaux                         | Henri Joseph Doujat (1743-1806) baron d'Empeaux                         |                                                                         |                                                                         | Thérèse d'Aignan (1745-1786)                                            | Thérèse d'Aignan (1745-1786)                                            | Thérèse d'Aignan (1745-1786)                                | Thérèse d'Aignan (1745-1786)                                | Thérèse d'Aignan (1745-1786)                                                      | Thérèse d'Aignan (1745-1786)                                                      |                                                                                   |                                                                                   | Julie Doujat (1745-1803) 8e propr. château ( -1803)                               | Julie Doujat (1745-1803) 8e propr. château ( -1803)                               | Julie Doujat (1745-1803) 8e propr. château ( -1803) | Julie Doujat (1745-1803) 8e propr. château ( -1803) | Julie Doujat (1745-1803) 8e propr. château ( -1803) | Julie Doujat (1745-1803) 8e propr. château ( -1803) |                                                                |                                                                | Urbain de Segla (1737-1794)                                    | Urbain de Segla (1737-1794)                                    | Urbain de Segla (1737-1794)                                    | Urbain de Segla (1737-1794)                                    | Urbain de Segla (1737-1794) | Urbain de Segla (1737-1794) |
| Henri Joseph Doujat (1743-1806) baron d'Empeaux    | Henri Joseph Doujat (1743-1806) baron d'Empeaux    | Henri Joseph Doujat (1743-1806) baron d'Empeaux             | Henri Joseph Doujat (1743-1806) baron d'Empeaux             | Henri Joseph Doujat (1743-1806) baron d'Empeaux                         | Henri Joseph Doujat (1743-1806) baron d'Empeaux                         |                                                                         |                                                                         | Thérèse d'Aignan (1745-1786)                                            | Thérèse d'Aignan (1745-1786)                                            | Thérèse d'Aignan (1745-1786)                                | Thérèse d'Aignan (1745-1786)                                | Thérèse d'Aignan (1745-1786)                                                      | Thérèse d'Aignan (1745-1786)                                                      |                                                                                   |                                                                                   | Julie Doujat (1745-1803) 8e propr. château ( -1803)                               | Julie Doujat (1745-1803) 8e propr. château ( -1803)                               | Julie Doujat (1745-1803) 8e propr. château ( -1803) | Julie Doujat (1745-1803) 8e propr. château ( -1803) | Julie Doujat (1745-1803) 8e propr. château ( -1803) | Julie Doujat (1745-1803) 8e propr. château ( -1803) |                                                                |                                                                | Urbain de Segla (1737-1794)                                    | Urbain de Segla (1737-1794)                                    | Urbain de Segla (1737-1794)                                    | Urbain de Segla (1737-1794)                                    | Urbain de Segla (1737-1794) | Urbain de Segla (1737-1794) |
|                                                    |                                                    |                                                             |                                                             |                                                                         |                                                                         |                                                                         |                                                                         |                                                                         |                                                                         |                                                             |                                                             |                                                                                   |                                                                                   |                                                                                   |                                                                                   |                                                                                   |                                                                                   |                                                     |                                                     |                                                     |                                                     |                                                                |                                                                |                                                                |                                                                |                                                                |                                                                |                             |                             |
|                                                    |                                                    | Joseph Doujat (1766-1824) baron d'Empeaux                   | Joseph Doujat (1766-1824) baron d'Empeaux                   | Joseph Doujat (1766-1824) baron d'Empeaux                               | Joseph Doujat (1766-1824) baron d'Empeaux                               | Joseph Doujat (1766-1824) baron d'Empeaux                               | Joseph Doujat (1766-1824) baron d'Empeaux                               |                                                                         |                                                                         | Bernarde de Lasserre (1778-1865)                            | Bernarde de Lasserre (1778-1865)                            | Bernarde de Lasserre (1778-1865)                                                  | Bernarde de Lasserre (1778-1865)                                                  | Bernarde de Lasserre (1778-1865)                                                  | Bernarde de Lasserre (1778-1865)                                                  |                                                                                   |                                                                                   |                                                     |                                                     |                                                     |                                                     | Jean-Pierre de Segla (1766-1825) 9e propr. château (1803-1825) | Jean-Pierre de Segla (1766-1825) 9e propr. château (1803-1825) | Jean-Pierre de Segla (1766-1825) 9e propr. château (1803-1825) | Jean-Pierre de Segla (1766-1825) 9e propr. château (1803-1825) | Jean-Pierre de Segla (1766-1825) 9e propr. château (1803-1825) | Jean-Pierre de Segla (1766-1825) 9e propr. château (1803-1825) |                             |                             |
|                                                    |                                                    | Joseph Doujat (1766-1824) baron d'Empeaux                   | Joseph Doujat (1766-1824) baron d'Empeaux                   | Joseph Doujat (1766-1824) baron d'Empeaux                               | Joseph Doujat (1766-1824) baron d'Empeaux                               | Joseph Doujat (1766-1824) baron d'Empeaux                               | Joseph Doujat (1766-1824) baron d'Empeaux                               |                                                                         |                                                                         | Bernarde de Lasserre (1778-1865)                            | Bernarde de Lasserre (1778-1865)                            | Bernarde de Lasserre (1778-1865)                                                  | Bernarde de Lasserre (1778-1865)                                                  | Bernarde de Lasserre (1778-1865)                                                  | Bernarde de Lasserre (1778-1865)                                                  |                                                                                   |                                                                                   |                                                     |                                                     |                                                     |                                                     | Jean-Pierre de Segla (1766-1825) 9e propr. château (1803-1825) | Jean-Pierre de Segla (1766-1825) 9e propr. château (1803-1825) | Jean-Pierre de Segla (1766-1825) 9e propr. château (1803-1825) | Jean-Pierre de Segla (1766-1825) 9e propr. château (1803-1825) | Jean-Pierre de Segla (1766-1825) 9e propr. château (1803-1825) | Jean-Pierre de Segla (1766-1825) 9e propr. château (1803-1825) |                             |                             |
|                                                    |                                                    |                                                             |                                                             |                                                                         |                                                                         |                                                                         |                                                                         |                                                                         |                                                                         |                                                             |                                                             |                                                                                   |                                                                                   |                                                                                   |                                                                                   |                                                                                   |                                                                                   |                                                     |                                                     |                                                     |                                                     |                                                                |                                                                |                                                                |                                                                |                                                                |                                                                |                             |                             |
|                                                    |                                                    |                                                             |                                                             | Henri Doujat (1800-1876) baron d'Empeaux 10e propr. château (1825-1876) | Henri Doujat (1800-1876) baron d'Empeaux 10e propr. château (1825-1876) | Henri Doujat (1800-1876) baron d'Empeaux 10e propr. château (1825-1876) | Henri Doujat (1800-1876) baron d'Empeaux 10e propr. château (1825-1876) | Henri Doujat (1800-1876) baron d'Empeaux 10e propr. château (1825-1876) | Henri Doujat (1800-1876) baron d'Empeaux 10e propr. château (1825-1876) |                                                             |                                                             | Marie Dadvisard (1810-1872)                                                       | Marie Dadvisard (1810-1872)                                                       | Marie Dadvisard (1810-1872)                                                       | Marie Dadvisard (1810-1872)                                                       | Marie Dadvisard (1810-1872)                                                       | Marie Dadvisard (1810-1872)                                                       |                                                     |                                                     |                                                     |                                                     |                                                                |                                                                |                                                                |                                                                |                                                                |                                                                |                             |                             |
|                                                    |                                                    |                                                             |                                                             | Henri Doujat (1800-1876) baron d'Empeaux 10e propr. château (1825-1876) | Henri Doujat (1800-1876) baron d'Empeaux 10e propr. château (1825-1876) | Henri Doujat (1800-1876) baron d'Empeaux 10e propr. château (1825-1876) | Henri Doujat (1800-1876) baron d'Empeaux 10e propr. château (1825-1876) | Henri Doujat (1800-1876) baron d'Empeaux 10e propr. château (1825-1876) | Henri Doujat (1800-1876) baron d'Empeaux 10e propr. château (1825-1876) |                                                             |                                                             | Marie Dadvisard (1810-1872)                                                       | Marie Dadvisard (1810-1872)                                                       | Marie Dadvisard (1810-1872)                                                       | Marie Dadvisard (1810-1872)                                                       | Marie Dadvisard (1810-1872)                                                       | Marie Dadvisard (1810-1872)                                                       |                                                     |                                                     |                                                     |                                                     |                                                                |                                                                |                                                                |                                                                |                                                                |                                                                |                             |                             |

Tous ces propriétaires descendent de Jean d'Aussonne, et le château est ainsi resté dans la même famille pendant près de 400 ans.
En 1878, c'est Adolphe Peyreigne qui rachète le château et y fait planter le parc. Il le revend en 1895 à la famille Dassier qui le restaure, et dont les héritiers Ébelot le revendent à leur tour à la famille de Mme Gante en 1935. C'est Christian Gante qui en a aujourd'hui la propriété.

## Blasons des familles propriétaires du château

### Famille Doujat
| Blason | Blasonnement : D'azur au griffon d'or, couronné de même Commentaires : blason principal de la famille , |

### Famille de Ségla
| Blason | Blasonnement : D'azur au lévrier rampant de sable, colleté d'or, au chef de gueules chargé de 3 molettes d'or Commentaires : blason de la famille de Ségla , |

## Architecture
Le château de forme rectangulaire est en briques de terre cuite. Il possède une remarquable tour crénelée d'escalier de forme octogonale, accolée d'une tourelle qui permet d'accéder à sa terrasse. 
Les petites fenêtres de la tour dont les linteaux sont en accolade, rappellent l'art gothique, qui tendait à disparaître lorsque le château a été construit au début du XVIe siècle. Alors que les ornements du linteau de la porte de cette tour tendent artistiquement à de rapprocher du style Renaissance.
Les créneaux de la façade de la tour sont en harmonie avec ceux de la tour, tandis que les gradins des deux pignons contigus à cette dernière, leur font écho.
La présence d'une bretèche sur la tour, avec son aspect typiquement guerrier, pose question car elle n'est pas à l'aplomb de la porte de cette tour. Certains pensent qu'elle pourrait être un vestige d'un château-fort du XIVe siècle qui aurait été conservé dans la construction du château actuel.
De grandes cheminées en brique moulurées, à arc surbaissé, agrémentent l'intérieur, dont l'une possède une niche.

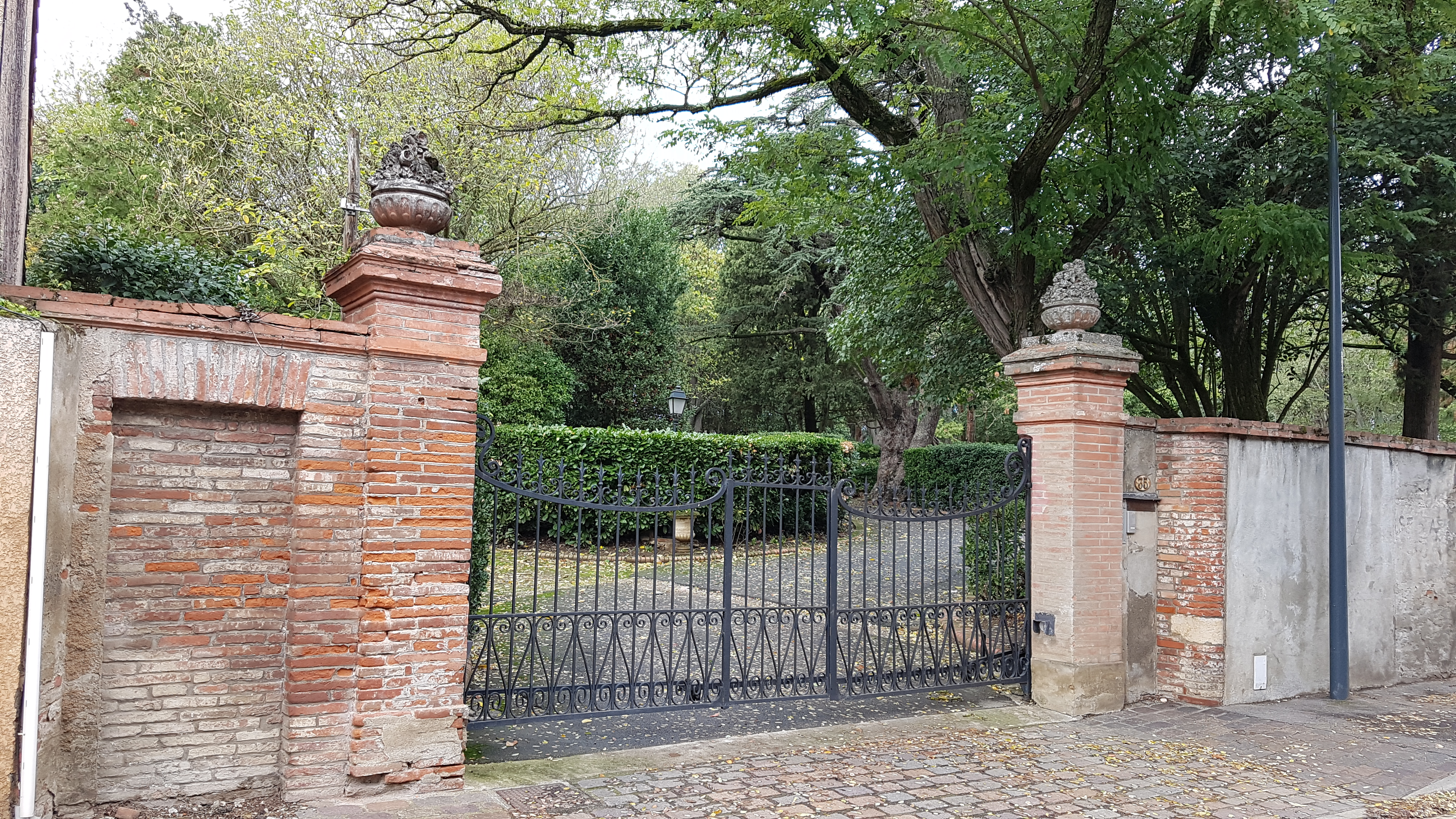
La grille d'entrée
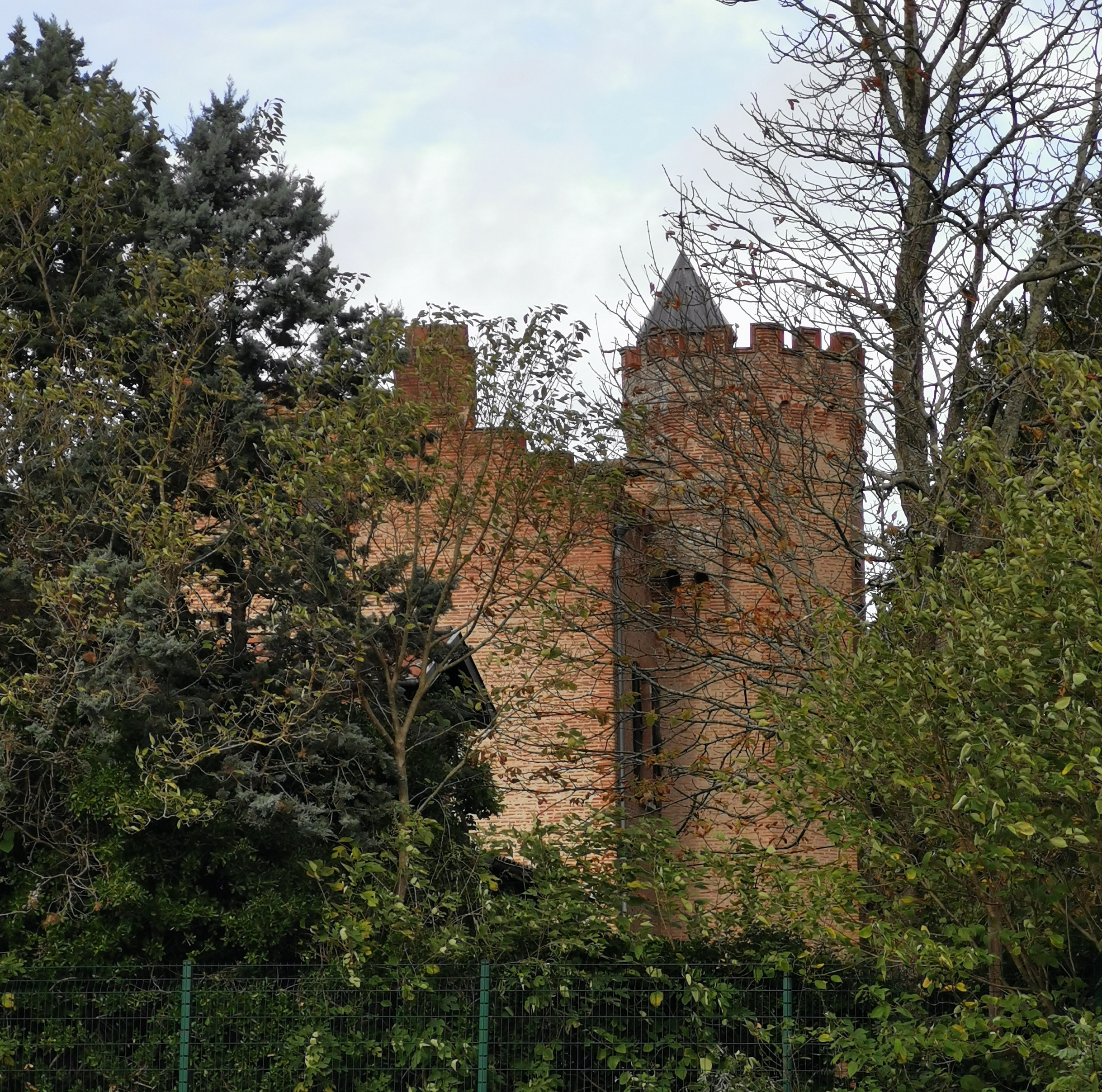
La tour
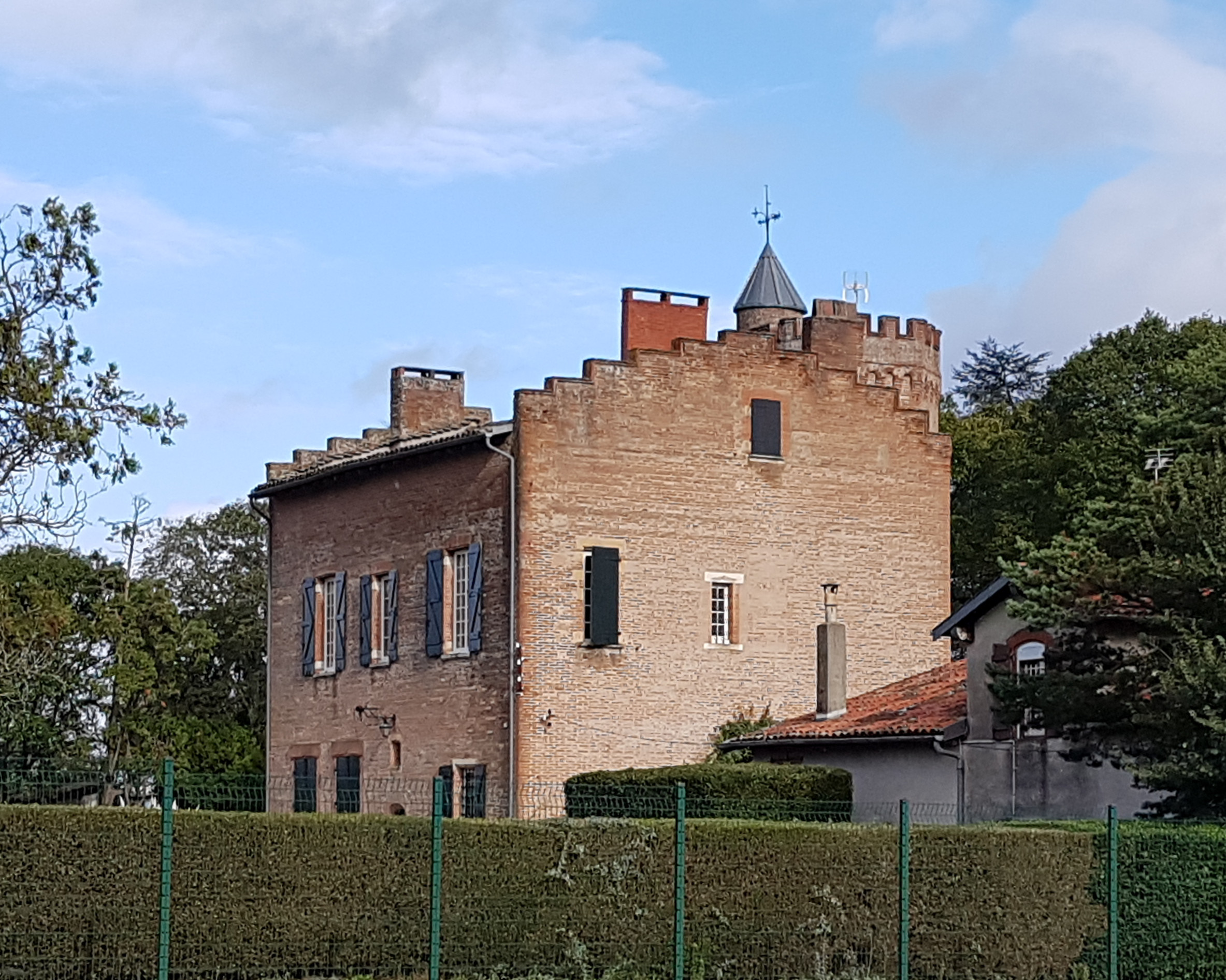
Vue de l'arrière
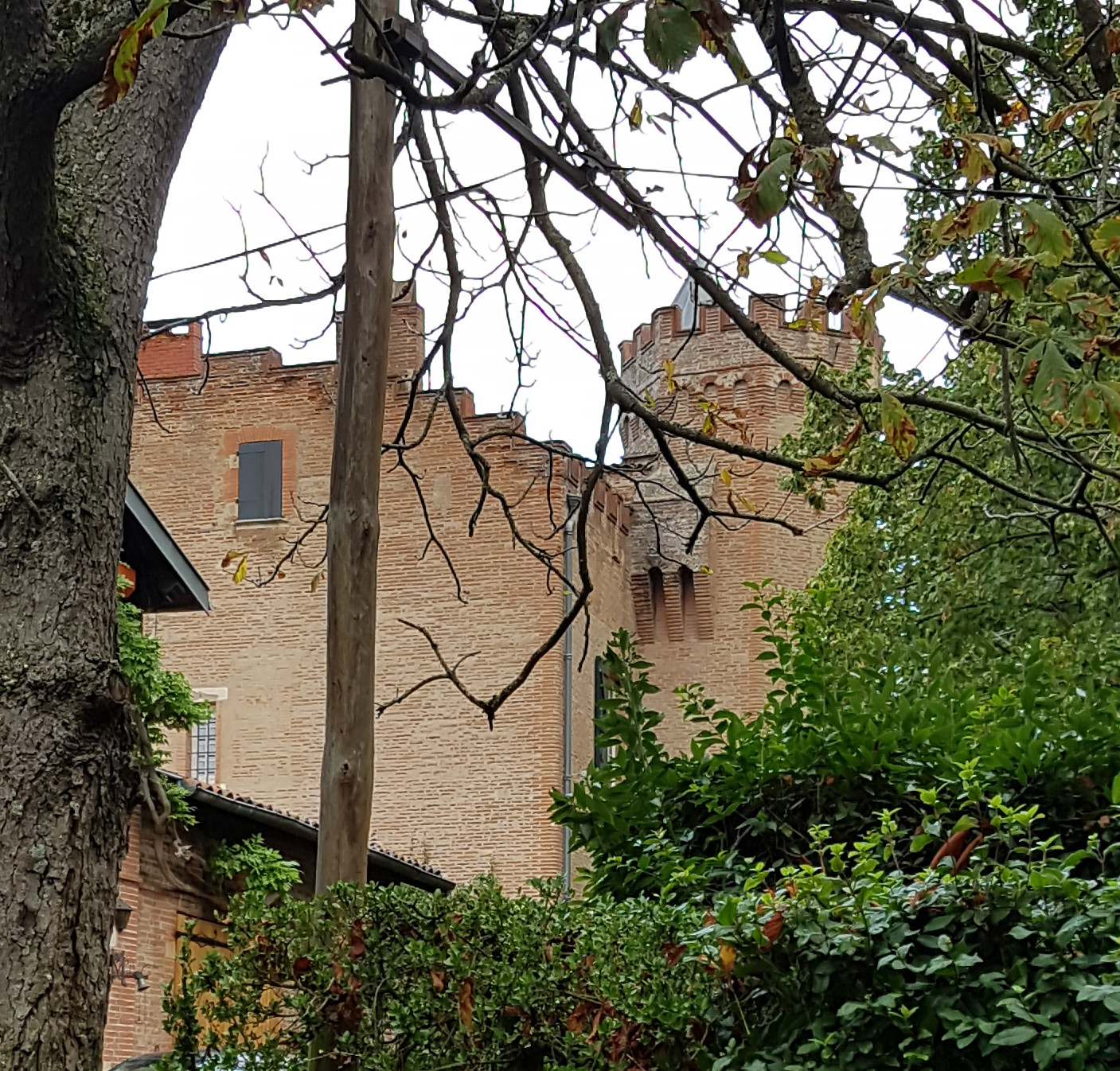
Vue du sud